# Brigitte Maier
Pour les articles homonymes, voir Maier.
Brigitte Maier est une actrice de films pornographiques américaine d'origine allemande née le 7 août 1952 dans le Schleswig-Holstein.

## Biographie
Née en Allemagne d'un père autrichien et d'une mère d'origine yougoslave, Brigitte Maier a quatre ans quand sa famille part pour les États-Unis et s'établit à Chicago. Elle reçoit une éducation conservatrice et étudie dans une institution catholique réservée aux filles. À quinze ans, elle apparaît pour la première fois au cinéma dans le film A Margem du réalisateur brésilien Ozualdo Ribeiro Candeias mais cette expérience n'aura guère de lendemains. À dix-neuf ans, elle quitte sa famille et s'installe à Los Angeles.
Au début des années 1970, alors qu'elle travaille en boîte de nuit comme danseuse topless, son petit ami, amateur de loops l'initie à la pornographie. Brigitte Maier commence alors à tourner dans des films pornographiques. Ambitieuse, elle rêve de connaître le même succès que son amie Linda Lovelace. L'actrice obtient une certaine reconnaissance avec Tongue mais, trop sensible, elle peine à trouver son équilibre et songe à abandonner la profession.
Sa carrière ne décolle vraiment qu'avec son passage en Europe.
En septembre 1973, elle reçoit une offre de 1 500$ pour tourner Porr i skandalskolan de Mac Ahlberg part pour la Suède. Restée à Stockholm après le tournage, Brigitte Maier rencontre Lasse Braun dont elle devient la compagne. Elle tourne dans French Blue, premier long métrage du réalisateur avec Dawn Cummings et Willy Braque. Le film se présente comme un making-of dans lequel un réalisateur (Braun lui-même) essaye de « mettre en boite » une double pénétration anale. Entrecoupé de loops fantaisistes, il bénéficie d'un générique dessiné par Siné et offre à sa vedette son premier succès international. Le film devient la production néerlandaise la plus rentable, tous genres confondus, alors que son actrice principale n'a reçu que 500$ pour sa prestation.
Après avoir posé pour de nombreux magazines, Brigitte Maier fait la couverture de Penthouse en juillet 1974 et apparaît au Royaume-Uni dans Club International et en Italie dans Playmen.
Lasse Braun obtient un budget important pour tourner son film suivant Sensations produit par Reuben Sturman. Brigitte Maier en tient naturellement la vedette aux côtés de Tuppy Owens et Tania Busselier. Premier porno présenté au marché du film du Festival de Cannes en 1975, le film triomphe auprès du public après s'être offert le soutien de la critique qui en fait un exemple du Porno chic à l'européenne. Brigitte Maier accède à la célébrité. Cette même année, on la retrouve dans une seconde production suédoise, Justine et Juliette, aux côtés d'Anne Bie Warburg et de Marie Forså.
Auréolée de ses succès européens, l'actrice rentre aux États-Unis avec un nouveau statut de vedette du porno. Elle y tourne encore quelques films qui ne suscitent pas le même enthousiasme. En 1976, après avoir tourné dans une trentaine de films, elle met un terme à sa carrière et s'installe à New York.

## Filmographie
- 1967 : A Margem  de Ozualdo Ribeiro Candeias :
- 1971 : Refinements in Love (Love, Sweat and Tears) de Carlos Tobalina :
- 1972 : The Landlord (The Lusty Landlord): La maîtresse
- 1973 : Swinger Girls (moyen-métrage) : Ginny
- 1973 : Dial a Model « loop » :
- 1973 : Suckula de Anthony Spinelli :
- 1973 : The True Way de Bob Kirk : Suzy Martin
- 1974 : The Lover : Bonnie
- 1974 : Mob Job de Stu Segall :
- 1974 : Love Lies Waiting de Simon L. Egree : Monique
- 1974 : Tongue de Kb : Cherry
- 1974 : Diamond Sexcapades :
- 1974 : Poor Cecily de Lee Frost (en) : Gloria
- 1974 : Pretty Wet Lips de Carl Stanfill : Brigitte
- 1974 : La grande partouze (Marriage and Other Four Letter Words) de Richard Robinson : Mary
- 1974 : Porr i skandalskolan  (Second Coming Of Eva / Allez les filles) de Mac Ahlberg :
- 1974 : Close-Up « loop » de Lasse Braun :
- 1974 : French Blue (Penetration / Les Bijoux de famille) de Lasse Braun :
- 1974 : Chris Warfield  (Fulfillment) de Chris Warfield :
- 1974 : How Sweet It Is! de David Worth : Brigitte
- 1975 : The Reluctant Seducer « loop » :
- 1975 : Erotic Fantasies special edition  (compilation)
- 1975 : Getting Off « loop » de Lasse Braun :
- 1975 : Puss O Rama (compilation)
- 1975 : Virgin Cowboy de George Watters : Nettie
- 1975 : Sensations de Lasse Braun : Margaret
- 1975 : Justine et Juliette de Mac Ahlberg : Bibi
- 1975 : Inside of Me : L'infirmière
- 1976 : Super Sandwich « loop » de Lasse Braun :
- 1976 : Kinkorama (scène d'archives) de Lasse Braun :
- 1977 : Double Pleasure « loop » de Lasse Braun :
- 1981 : Volupté sensuelle (Mädchen nach Mitternacht) de Erwin C. Dietrich :
- 1984 : Erotic Fantasies: Women with Women  (compilation)
- 1986 : Kinky vision (new) (scène d'archives) :
- 1987 : Legends of Porn (compilation)
- 1989 : Only The Best From Europe (compilation)
- 1993 : Blue Vanities 15 (compilation)
- 2003 : Moi, roi du X (Ich, der King of Porn : Das abenteuerliche Leben des Lasse Braun) documentaire de Thorsten Schütte : Elle-même
- 2007 : Anal Assault, Vol. 1 (compilation)

## Photographie
- Leg Language. (États-Unis), été 1971, Swinging Talk
- MR. (États-Unis), décembre 1971, Greta par Douglas Marshall, (couverture)
- Blondes (États-Unis), septembre 1973, Phyllis is Ready par Marquis, (couverture)
- Private Pleasures (États-Unis), 1973, Redhead Rarin' to Go par Marquis
- Night & day (États-Unis), janvier 1974, Sun Raye
- Party Girls (États-Unis), février 1974, Candid's raye of sunshine (couverture)
- Candid (États-Unis), février 1974, This is Sunny par Gordon Winters (couverture)
- Man to Man (États-Unis), juin 1974, Bridget (couverture)
- Penthouse (États-Unis), juillet 1974, Brigitte bares it all par Earl Miller (couverture)
- Club International (Royaume-Uni), 1974 n°7, Nola par Eugene Finkei
- Climax (États-Unis), juillet 1974 Wet and Willing
- Playmen (Italie), octobre 1974 La missione di Brandi Blue par Ettore Castellano
- Sexy Swedes (États-Unis), hiver 1974 (couverture)
- Split Lips (États-Unis), printemps 1975 Brigette Maier: The Queen of Pornography
- Absolu (France), octobre 1975, Le premier festival du film porno à Paris par François Jouffa
- Playboy (États-Unis), décembre 1975, Sex Stars Of 1975 par Arthur Knight
- Showcase '76 (États-Unis), février 1976, Galaxy 8
- Willing Teens (États-Unis), mars 1976 (couverture)
- Man's World (États-Unis), mai 1976
- Chick (Pays-Bas) n°61, 1976
- Dapper (États-Unis), février 1979 (couverture)
- Stocking parade '79 (États-Unis), 1979, n°4, Wet Stockings
- Stocking parade '80 (États-Unis), 1980, n°5